# Кроја
Кроја (алб. Krujë или Kruja, тур. Akçahisar) је град у Албанији и седиште је истоимене општине. Према попису из 2023. било је 8.921 становника. Кроја је најпознатија као утврђење Ђурђа Кастриота Скендербега, јунака из времена када је град упорно пружао отпор Османском царству.

## Историја
Након оснивања Драчке теме у 9. веку, византијска власт је почела да се шири према унутрашњости, тако да је до почетка 10. века обухватила и Кроју, а даље напредовање је забележено средином истог века, у време настанка историографског списа De administrando imperio, када је Драчка тема поред Кроје већ увелико обухватала и оближњи Љеш, као и градове Улцињ и Бар.
Упоредо са ширењем Драчке теме обнављане су и старе епископије, па је тако до почетка 10. века била обновљена и Кројанска епископија, која се налазила у саставу православне византијске Драчке митрополије, а такво стање је потрајало до краја византијске власти.
Крајем 12. века, када је оближњи Љеш је заједно са Зетом потпао под власт великог жупана Стефана Немање, Кроја је остала под византијском влашћу, а касније је припадала арбанашком великашу Димитрију Прогону, а потом Епирској деспотовини и најзад обновљеној Византији.
Град је освојио цар Стефан Душан од Византије, и он је, као и остали српски градови тог времена, уживао одређен степен аутономије. Османско царство је од 1443. до 1478. четири пута безуспешно покушало да освоји град. Град је коначно пао под османску власт након Скендербегове смрти.

## Иван Јастребов о Кроји
Иван Јастребов наводи податак да су црквени историчари Кројско владичанство називали албанским именом, а један стари турски историчар га наводи као престоницу Арнаутлука. Скендербег је најпре под своју власт узео Кроју, након бекства из султановог логора код Ниша. Из Кроје је започео активности против Турака. Кроја, Круја, Круа на арнаутском значи извор, због великог броја водоскока у стенама на којима је подигнуто утврђење. Турци су је прозвали бела тврђава тј. Акче Хисар. У стара времена се звала на гр. Еривиа. По Хамеру, наводно Clodia. Барлеције подизање града приписује Карлу Топији, чији су потомци били Скенербегови савременици. Топија је само утврђивао тај град 1366. , који је постојао и пре њега. И у доба Акрополита, 1254. била је то стратешки важна тврђава. 1277 напуљски начелник добија овај град и наредио је да се он утврди. Град и тврђава су изграђени на врху планине са неприступачне стране, само је са севера лакши приступ. На врху Кројске планине је мала капела Светог Наума. Султан ју је тешко освојио. 
У тврђави је у доба Јастребова стајао топ из 1400. године као и сат с механизмом, који је исправно радио. Од два звона једно је било ван употребе. На понеком камену у тврђави видели су се амблеми: два лава. У тврђави је било 60 полусрушених кућа. Мештани су муслимани. Око 110 Цинцара из Тиране овде су повремено боравили. У граду су била 4 џамије, а једна саборна је била у тврђави. На базару је џамија која је била црква Свете Софије. Житељи тргују маслинама и веома су сиромашни. 1395. Јелена, удовица Марка Барбарига, предаје први пут Кроју Турцима. Султан је за вазала поставио Константин Кастриота, брата Ивана Кастриота. Јелена Бабариго по смрти мужа ступа у брак са Константином. Године 1403. Кројом је завладао албански гроф Никита (пореклом из рода Аријанита Комниновића) и остао у њој у својству вазала Венеције. Затим Кројом управљају Амурад-беј и Балабан-беј и други до Скендербега. Турци су је четири пута опседали. Први пут је освојена 1394, а други пут 1415. године. Балабан бег управитељ. Турци је освајају у пролеће 1443. Султан Мурат ју је опседао 1450. г. са 60000 војника. Султан Мехмед II ју је опседао 1464, али без успеха, као и султан Мурат. Године 1477. Кроју су поново опседали Турци, након што су завладали Дривастом и Дањом. Без обзира на херојску одбрану Млечана, Кроја је пала у руке Турака.
Поглед од Кроје обухвата огромно пространство на запад до Драча, тј. до самог мора, на југ до Петреље. Читав тај простор је био насељен Албанцима и звао се Арбегија, Арбанон, Алванон, Албанија, тј. од Елбасана до реке Мат и од Кројских планина до мора. У време анжујске лозе тај предео је чинио regnum Albaniae под влашћу кнежева староседелаца. После је њиме владао Карло Топија. Отуда је и Кроја била у његовој власти. Област Мат је служио као граница између Албанаца и Срба, а такође су и Кројске планине на истоку и Бена заклањале Маане, који су такође били српска племена: у овом подручју су владали Кастриоти. Карло Топија, син Андреја владара Драча, називао се кнезом Албаније (princeps Albaniae).